# 愛永久 〜Fortune favors the brave〜/めぐり愛逢い
「愛永久 〜Fortune favors the brave〜／めぐり愛逢い」（あいとわ フォーチュン・フェイヴァース・ザ・ブレイヴ／めぐりあい）は、yozuca*とCooRieのスプリット・シングルであり、yozuca*の18作目、CooRieの16作目のシングルである。2010年1月27日にLantisから発売された。

## 概要
yozuca*とCooRieの両者の楽曲がシングルCDとして収録されるのは「サクラサクミライコイユメ」以来だが、両A面シングルとしてリリースされるのは本作が初となる。収録されている楽曲は、3D生活空間サービス『ai sp@ce』のテーマソングとして使用された。ジャケットには、『D.C.II 〜ダ・カーポII〜』の登場キャラクター、朝倉音姫がプリントされている。
「めぐり愛逢い」は、キラキラしたイメージのボサノヴァ調の曲で、間奏部分のコーラスは1小節ごとに転調している。

## 収録曲
1. 愛永久 〜Fortune favors the brave〜 [4:56]
歌：yozuca*
作詞：tororo、作曲：yozuca*、編曲：chokix
3D生活空間サービス『ai sp@ce』テーマソング
2. めぐり愛逢い [4:29]
歌：CooRie
作詞・作曲：rino、編曲：大久保薫
3D生活空間サービス『ai sp@ce』テーマソング
3. 愛永久 〜Fortune favors the brave〜（off Vocal）
4. めぐり愛逢い（off vocal）

## タイアップ
| 曲名                                | タイアップ | タイアップ   |
| ----------------------------------- | ---------- | ------------ |
| 愛永久 〜Fortune favors the brave〜 | -          | めぐり愛逢い |

## 収録アルバム
| 曲名                                | 収録アルバム  | 備考                                 |
| ----------------------------------- | ------------- | ------------------------------------ |
| 愛永久 〜Fortune favors the brave〜 | stitch museum | yozuca*の4作目のオリジナルアルバム。 |
| めぐり愛逢い                        | Heavenly Days | CooRieの5作目のオリジナルアルバム。  |